# رودا وليامز
رودا وليامز (بالإنجليزية: Rhoda Williams)‏ هي موسيقية وممثلة أمريكية، ولدت في 3 يوليو 1930 في برمنغهام في الولايات المتحدة، وتوفيت في 8 مارس 2006 في يوجين في الولايات المتحدة.

## أعمال

### أفلام
- سندريلا[5][6][7][8]

## وصلات خارجية
- رودا وليامز على موقع IMDb (الإنجليزية)
- رودا وليامز على موقع ألو سيني (الفرنسية)
- رودا وليامز على موقع ميوزك برينز (الإنجليزية)
- رودا وليامز على موقع أول موفي (الإنجليزية)
- رودا وليامز على موقع قاعدة بيانات الأفلام السويدية (السويدية)
- رودا وليامز على موقع ديسكوغز (الإنجليزية)
- رودا وليامز على موقع قاعدة بيانات الفيلم (الإنجليزية)
- رودا وليامز على موقع كينوبويسك (الروسية)